# Þórvaldr Hjaltason
Þórvaldr Hjaltason est un scalde islandais du Xe siècle. Il est poète de cour du roi de Suède Eiríkr inn sigrsæli (« le Victorieux »), comme l'indiquent le Skáldatal et le Styrbjarnar þáttr Svíakappa.
Ce dernier récit rapporte qu'il est présent à la bataille de Fyrisvellir qui oppose vers 985 le roi Eiríkr à son neveu Styrbjörn sterki (« le Fort »), à la tête des vikings de Jómsborg.    
Après sa victoire, le roi promet une récompense à celui qui composerait des vers à ce sujet ; Þorvaldr compose deux strophes en dróttkvætt et reçoit d'Eiríkr un anneau pour chacune.